# Beccumon alcockianum
Beccumon alcockianum е вид ракообразно от семейство Potamidae.

## Разпространение
Видът е разпространен в Тайланд.